# 広島カープの歌
「広島カープの歌」（ひろしまカープのうた）は、日本プロ野球のセントラル・リーグに所属する広島カープ（後の広島東洋カープ）の2代目球団歌。作詞・池田真琴、作曲・山本寿。1953年（昭和28年）発表・制定。
1975年（昭和50年）の現球団歌「それ行けカープ 〜若き鯉たち〜」制定時に「勝て勝てカープ」へ改題・編曲され、公式応援歌として存続している。球団応援歌の元祖ともいわれる。

## 解説
1949年（昭和24年）末の2リーグ分裂に呼応して同年の暮れに創設された広島カープの初代球団歌は「我れらのカープ」であったが、特定の親会社を持たない市民球団として出発した経緯からの財政難で成績の低迷に苦しみ、発足から3年後の1953年（昭和28年）のシーズン開幕前に改めて球団歌の懸賞公募を実施する。全国から寄せられた266件の応募作の中から東京都北区在住で出版社に勤務する編集者の池田真琴が応募した歌詞が入選作に採用され、エリザベト音楽大学教授の山本寿による作曲を経て同年4月より球団歌として使用された。この時には他に佳作2篇が選定されており、うち1篇は3年前に「我れらのカープ」で入選した河西新太郎の作品であった。
1975年（昭和50年）、新監督に就任したジョー・ルーツの提案でチームカラーに赤を取り入れるなどの球団改革が実施された一環で有志が結成した「カープを優勝させる会」の有馬三恵子が作詞、宮崎尚志が作曲した「それ行けカープ」が3代目の球団歌に制定された。この際、球団職員が20年以上もファンの間で歌い継がれて来た「広島カープの歌」を廃止するにはしのびないとして、同年8月に発表される「それ行けカープ」のシングル・レコードのB面収録曲にする事を提案した。その結果、改題・編曲を経て公式応援歌「勝て勝てカープ」となり、A面の「それ行けカープ」と同じく塩見大治郎（元ジローズ、ヤング101）の歌唱により発表された。同年ルーツはわずか14試合で監督を辞任するが、カープは後任の古葉竹識に率いられて前年の最下位から一転して悲願の初優勝を為し遂げ、日本全国に「赤ヘル旋風」を巻き起こした。
上記シングルがCBSソニー（現ソニー・ミュージックエンタテインメント）から発売された当時、作詞者の池田と連絡が付かない状態だったので、初発盤・再発盤ともにジャケット裏面の歌詞カードには「この曲は昭和27年に『カープの歌』として作られたものでありますが、作詩者（原文のまま）：池田真琴氏の連絡先が判明致しておりませんので、ご存知の方は弊社（CBS・ソニー）までお知らせください」と記述されていた。池田は1980年（昭和55年）に中国新聞社より刊行された『カープ30年』でインタビューに応じて趣味としての作詞の応募の一環で投稿した作品が採用された経緯を明らかにし、自分はカープの地元である広島県と特に地縁があった訳ではなくカープのこともよく知らなかったと述べた。池田の別ペンネームには「椿三平」があり、1968年（昭和43年）に制定された読売ジャイアンツの3代目（現行）球団歌「巨人軍の歌 -闘魂こめて-」はこのペンネームで応募した歌詞が採用されている。

## 関連作品
- 広島カープ誕生物語 - 中沢啓治の漫画作品。新聞記者の息子の弘が往来で完成したばかりの「広島カープの歌」を歌いながら広め、その後もたびたび登場人物がこの曲を歌う場面が描かれる。エンディングも1975年のカープ初優勝を受けて主人公の進が婚約者の光子と結婚式を挙げ、2人で新球団歌の「それ行けカープ」でなく「広島カープの歌」を歌う場面で締めくくられる。